# Abies alba

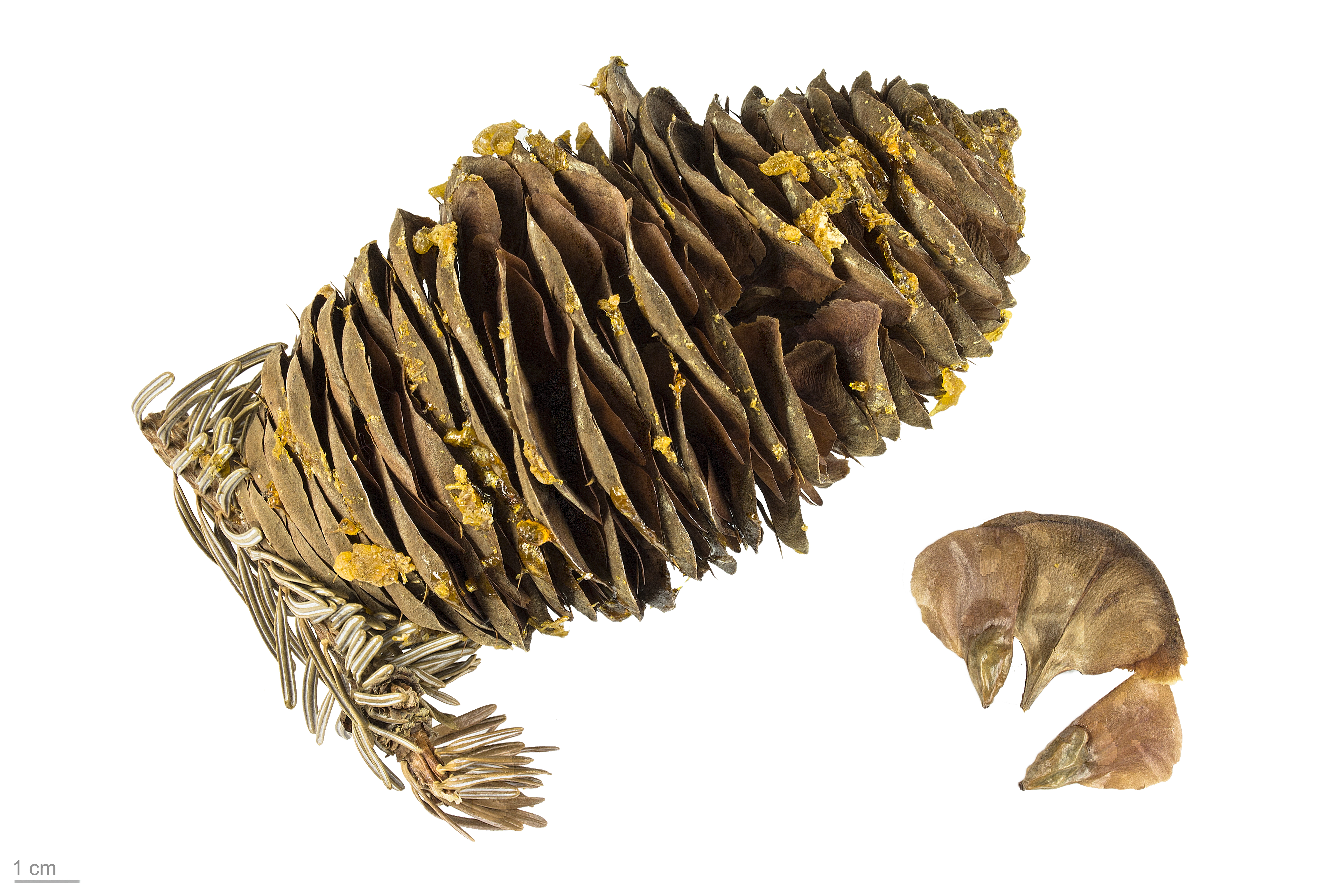
Abies alba - MHNT

O abeto-prateado ou abeto-branco (Abies alba) é uma árvore da família Pinaceae. Nativo das regiões montanhosas da Europa, de porte piramidal, tamanho médio ou elevado, entre 20 e 50 metros, pode alcançar até 60 metros de altura. O seu tronco é colunar, desprovido de ramos na parte inferior, de até 6 metros de diâmetro.

## Descrição
Na Península Ibérica, é comum na região dos Pirenéus, encontrando-se importantes florestas em áreas de Navarra, Huesca, Lleida, Barcelona e Girona.